# Represa de Caruachi

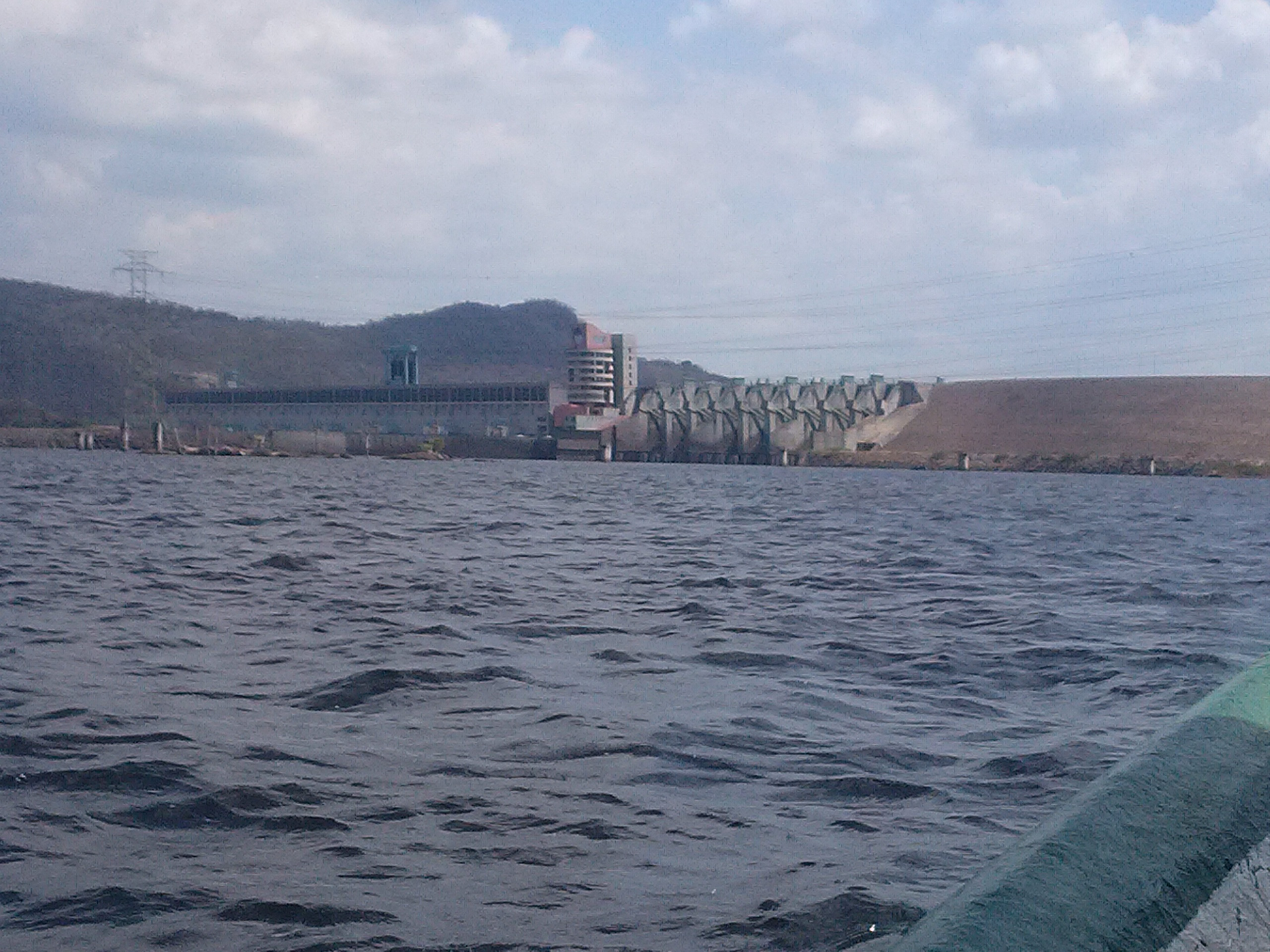
Represa de Caruachi desde el Río Caroní

La Represa de Caruachi forma un embalse de agua localizado a más de 60 kilómetros aguas abajo del Embalse de Guri, y 25 kilómetros aguas arriba de la Represa de Las Macagua, en Ciudad Guayana Venezuela. En diciembre de 1993 EDELCA acordó con el Banco Interamericano de Desarrollo (BID) el financiamiento parcial de las obras civiles la obra tuvo un costo de US $ 2533 millones de dólares.  

## Historia
La Represa de Caruachi es parte del “Plan Nacional de Electrificación” de 1956 para incrementar la producción de energía hidroeléctrica y el ahorro de petróleo como combustible de las termoeléctricas como resultado de la "Comisión de Estudios para la Electrificación del Caroní" creado en 1953 por la   Corporación Venezolana de Fomento  bajo la dirección del Ing. Rafael Alfonzo Ravard. La obra se inició en agosto de 1997 durante el gobierno del presidente Rafael Caldera con el dragado y movimiento de tierras por las empresas: "Dragados y Construcciones S.A." (Española), "Ingenieros Civiles Asociados S.A. de CV" (Mexicana) y "Constructora Vialpa S.A." (Venezolana) y fue inaugurada el 31 de marzo de 2006, y abarca un área de 250 km². Allí está ubicada la Central Hidroeléctrica "Francisco de Miranda", que aporta el 12 % de la demanda eléctrica nacional.

## De las presas y plantas de energía
Las unidades de generación son tipo paraguas cuenta con 12 turbinas del tipo Kaplan. Tiene una capacidad instalada de 2280 MW (190 MW x 12).  El aliviadero tiene una capacidad de manejar hasta 28 000 m³/s, igual que los otros aliviaderos de las centrales hermanas Guri, Tocoma y Macagua. En 2006 el proyecto Caruachi fue galardonado con el Premio Internacional Puente de Alcántara como la mejor obra pública de Iberoamérica para ese año y en el 2003 recibió el Premio Construcción otorgado por la Cámara Venezolana de la Construcción.

## Fallas eléctricas
Un informe de marzo de 2020 detalló que la Represa de Caruachi, su Casa de Máquinas posee 12 unidades generadoras, solo funcionan cinco.